# 현대 그린시티
현대 그린시티(Hyundai Greencity)는 현대자동차에서 제작한 길이 9m급의 광폭 중형버스로서 현대 뉴 슈퍼 에어로시티의 단축형 모델이다.

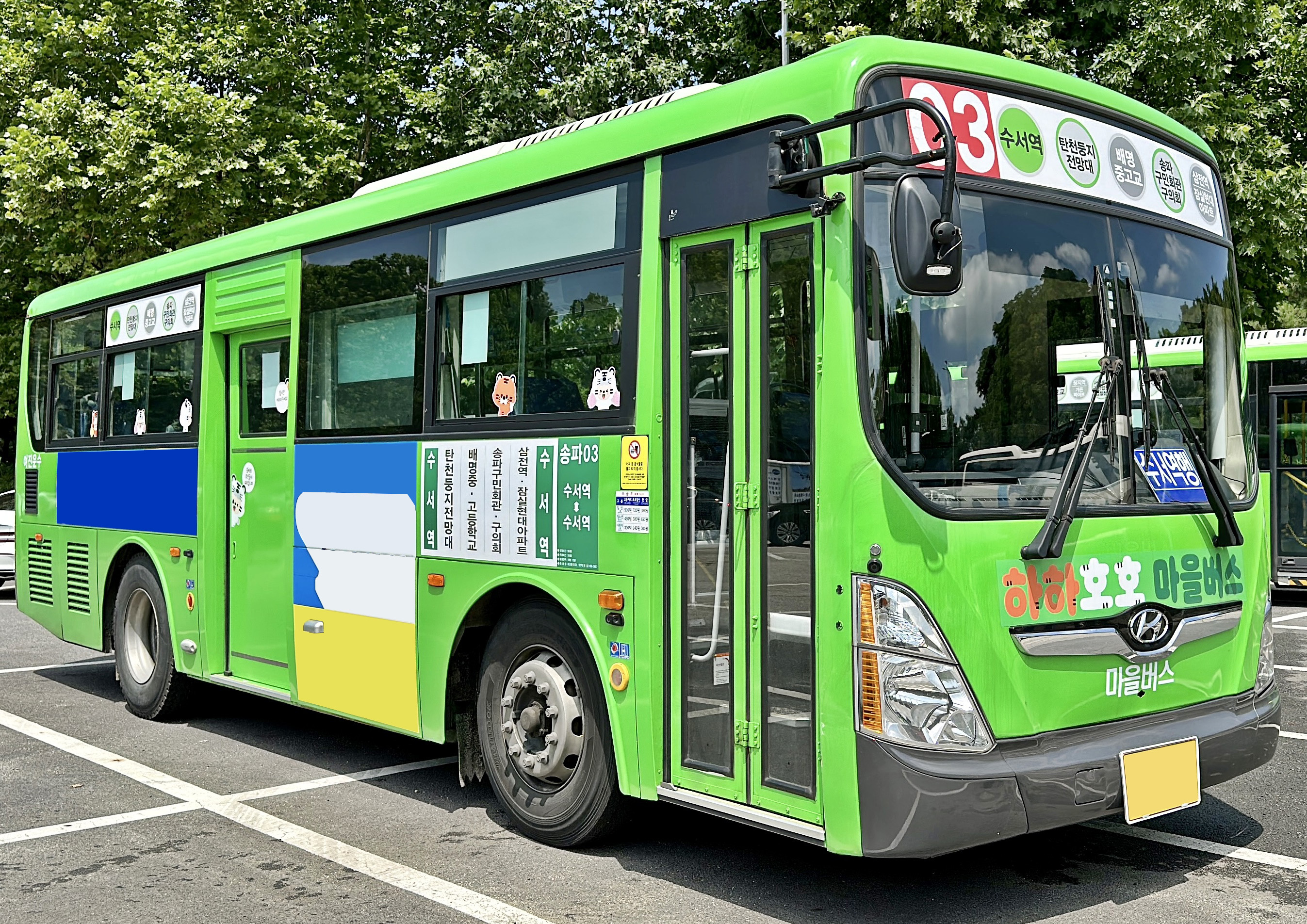
송파마을버스 소속 송파03 그린시티

## 역사

### 글로벌 900 (2002년7월~2010년6월)
현대 슈퍼 에어로시티, 현대 뉴 슈퍼 에어로시티, 현대 뉴 슈퍼 에어로시티 페이스리프트 단축형으로 생산된 모델이다.

#### 글로벌 900 (2002년7월~2004년12월)

현대 글로벌 900

2002년 7월부터 글로벌 900(Global 900)이라는 이름으로 시판되었다. 디젤모델은 초기형은 독일 다임러 ~ 벤츠가 설계한 OM906LA 엔진을 탑재하였다가 다임러와 결별한 이후에도 2007년까지 그대로 탑재하다 2008년부터 D6GA (G)엔진으로 대체되었다. CNG 차량은 초기부터 C6AB 엔진을 탑재하고 있다. 출시 초기엔 무공해 디젤엔진만 탑재되었다가 2003년 5월에 CNG 차량이 시판되었다.

#### 뉴 글로벌 900 (2004년11월~2008년1월)

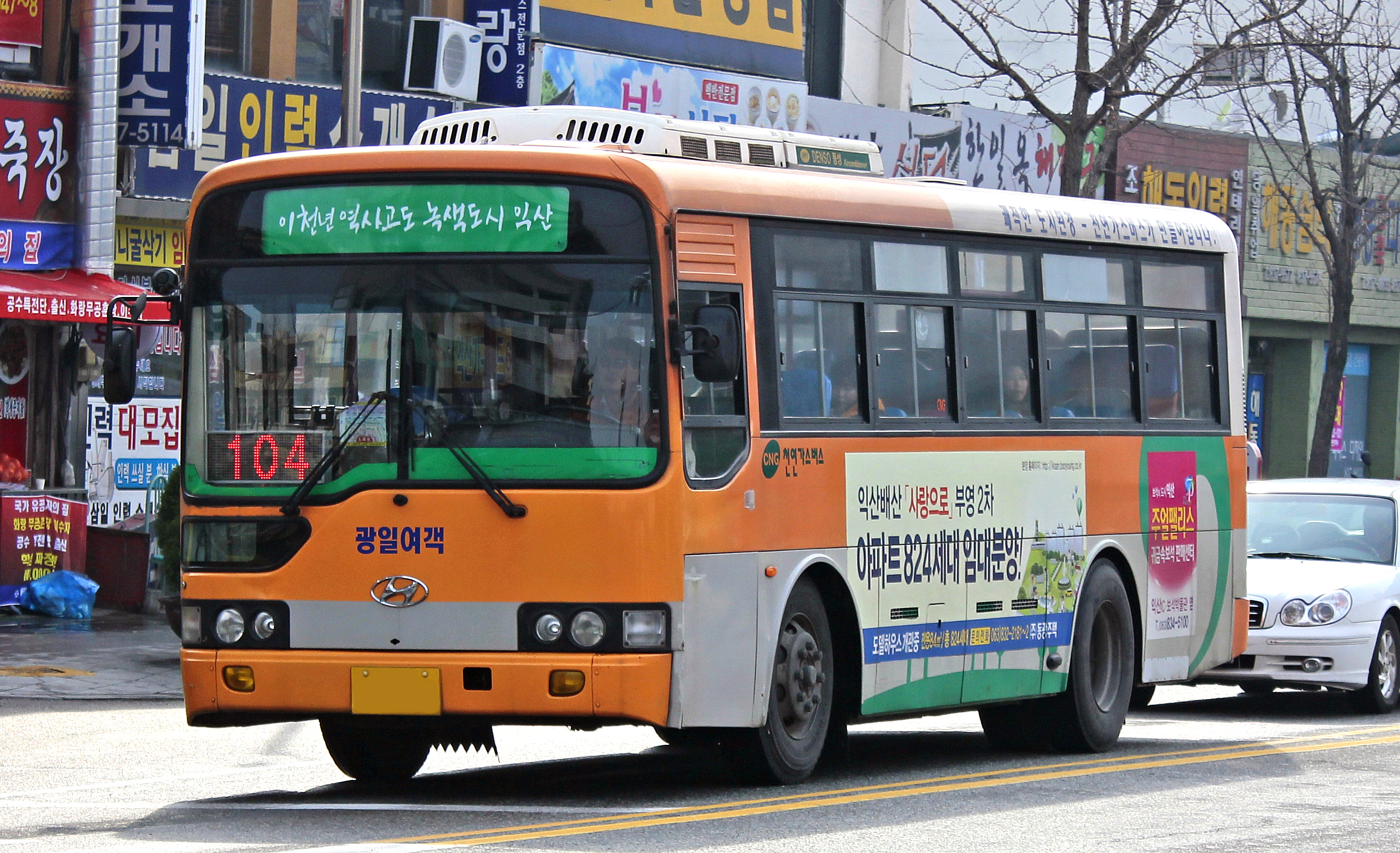
현대 뉴 글로벌 900 CNG 천연가스버스

2004년에 기존 현대 글로벌 900에서 외관과 내관이 약간 변경된 차종으로 현대 뉴 슈퍼 에어로시티의 단축형이다. 2005년부터 관광형과 자가용이 시판되었으며, 2006년 중반 이후 제작 버스부터 입석형은 팔걸이 형태가 달라지고 운전석 보호 격벽이 옵션이 추가되었다.

#### 뉴 글로벌 900 페이스리프트 (2008년1월~2010년3월)

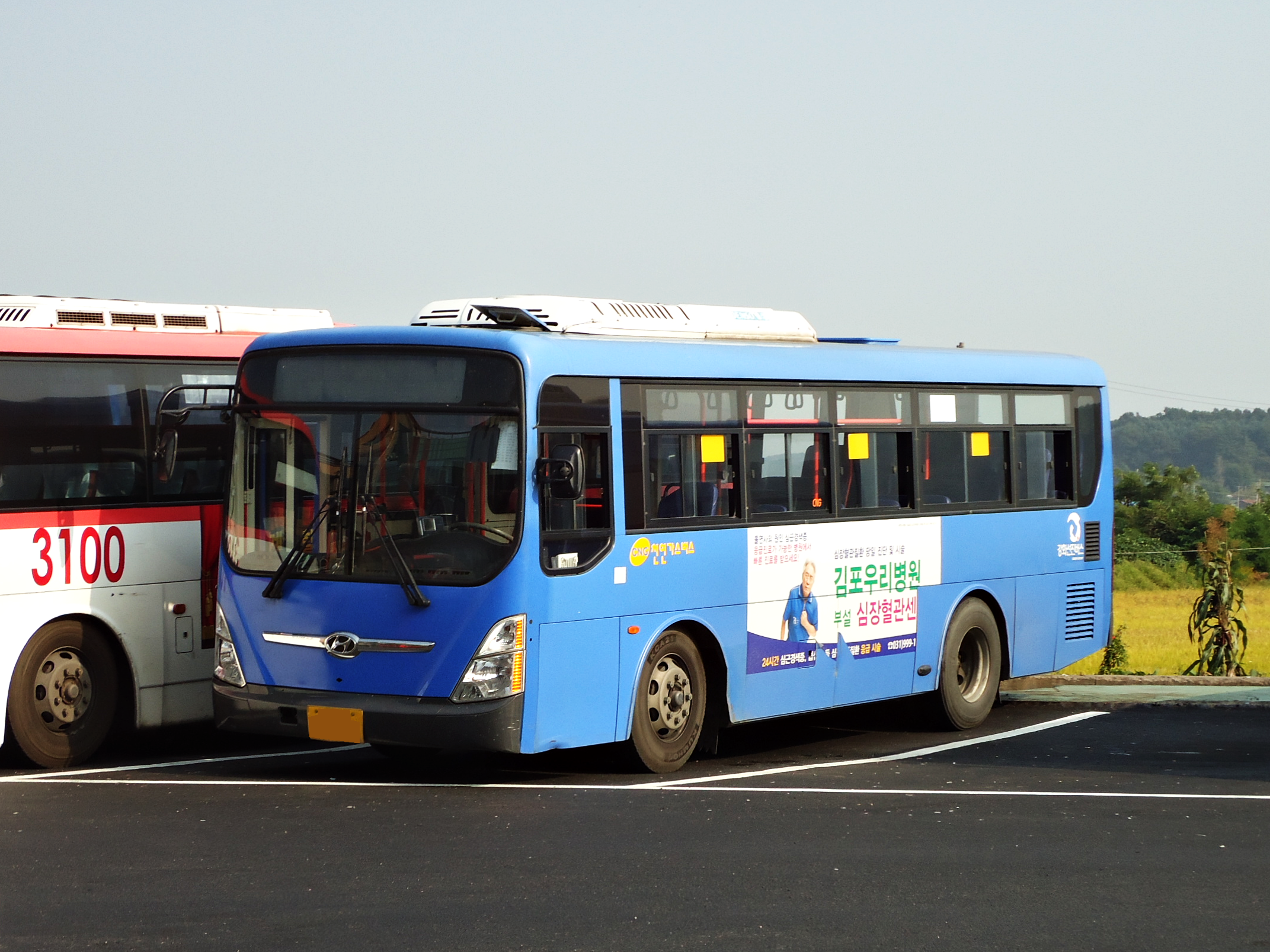
현대 뉴 글로벌 900 페이스리프트

2008년 1월부터 생산된 차종으로 현대 뉴 슈퍼 에어로시티 페이스리프트의 단축형이자 현대 뉴 슈퍼 에어로시티 페이스리프트와 함께 메뚜기라고 불리는 페이스 리프트가 되었으며, 파워 안테나의 형태도 루프 안테나로 변경되었다. 물론 입석 손잡이는 선택사양이었다. 2010년 3월 기존 현대 뉴 글로벌 900에서 업그레이드 된 현대 그린시티가 출시되었다. 시내입석형 중에서 출입문 쪽 첫번채 유리창이 통유리 사양인 차량도 있었다.

### 그린시티 (2010년3월~2018년6월)
현대 뉴 슈퍼 에어로시티 페이스리프트 단축형으로 생산된 모델이며, 2010년 3월부터 2018년 6월까지 생산되었다.

#### 그린시티

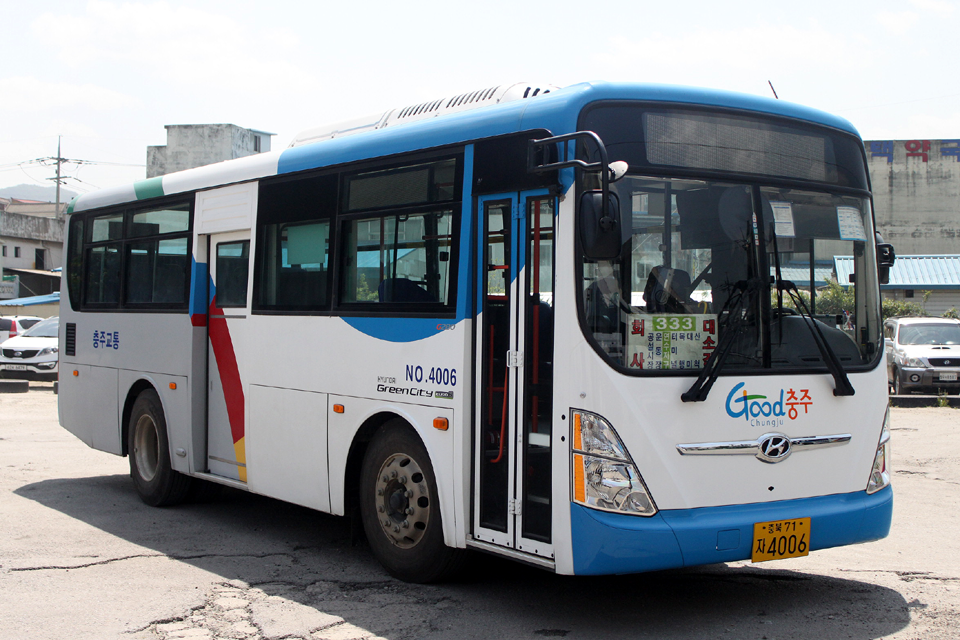
그린시티

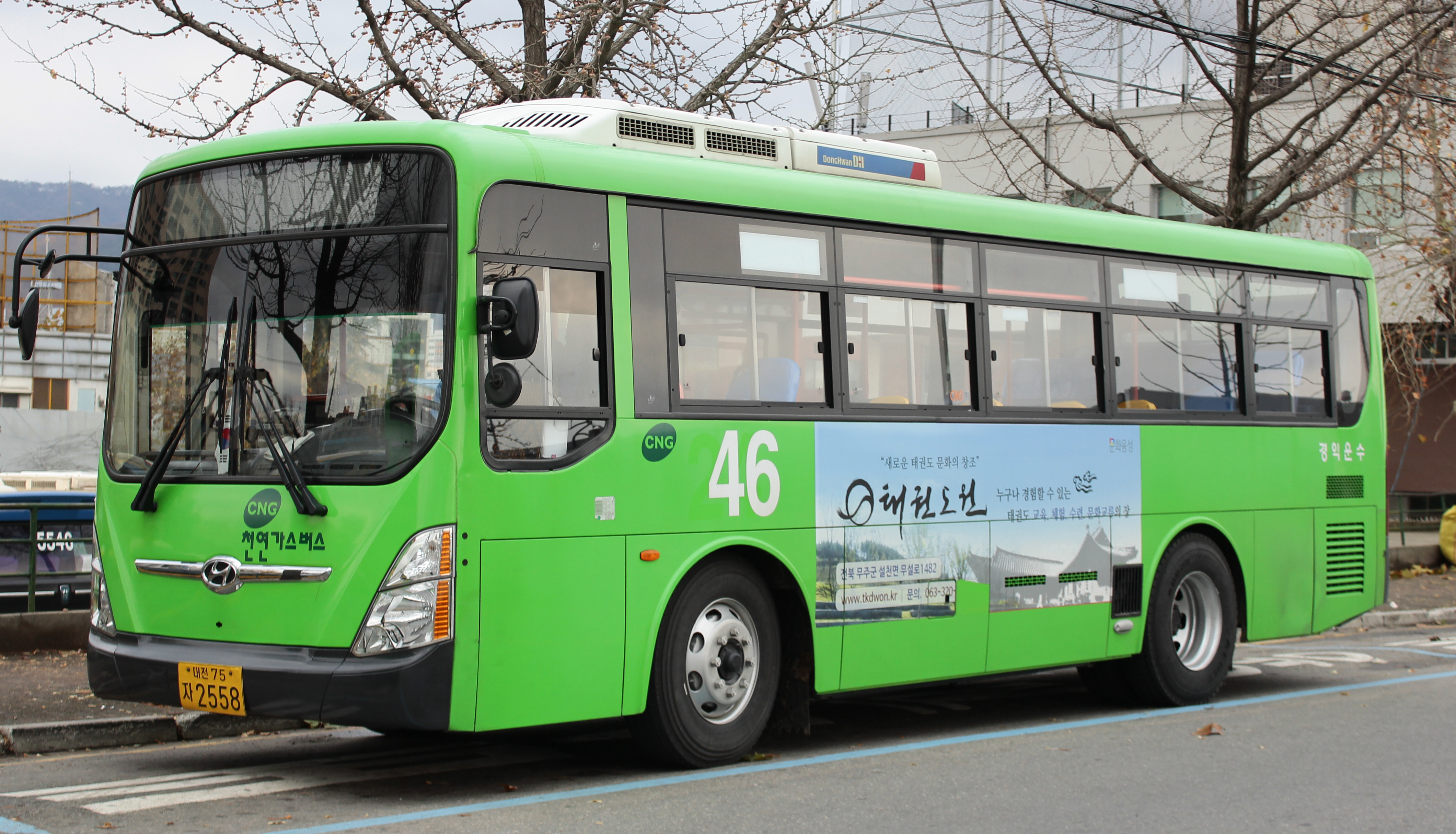
현대 그린시티 CNG 천연가스버스

2010년 3월 현대 글로벌 900 페이스리프트에서 업그레이드 된 차량이다. 기존차량에서의 변동사항이 CNG 엔진에서 유로 4 기준 G240 CNG 엔진으로 변경하고 폰트가 기존 Hyundal Global 900에서 Hyundal Green city로 교체되었으며, 기존의 바닥재가 타라매트로 변경된 것을 제외하고는 거의 없다. 2010년 11월에 선보인 2011년형은 입석 손잡이가 기본으로 적용되었으며, 오디오는 테이프 타입에서 CD 타입으로 변경되었으며, MP3 플레이어가 추가되었다. 2010년 유로 5 기준을 통과한 G260 디젤 엔진 그린시티가 출시하였으며, 현대 뉴 슈퍼 에어로시티 페이스리프트와 함께 휠이 8홀 8핀휠에서 10홀 10핀로 교체되었다. 2013년식부터 천연가스버스 차량은 우측면 왼쪽에서 2번째 승객석 창틀에 CNG 폰트가 무색 바탕/주황색 로고에서 백색 테두리를 두른 연두색 사각형 바탕/백색 로고로 변경되었다. 2013년 11월에 선보인 2014년식은 콜부저 색상이 검은색에서 백색으로 변경되었으며, 천연가스버스 차량은 천연가스버스 폰트가 굵은 센츄리고딕에서 다른 서체로 변경과 동시에 CNG 천연가스버스 크기도 약간 작아졌다. 여기에 후방 차폭 등이 추가되었으며, 동년 9월부터 입석형 버스 사양에도 강제 환풍기 설치가 가능하도록 옵션을 추가하였다.
2015년 유로 6 기준을 통과한 메가트럭 유로 6과 동일한 G280 디젤 엔진, 요소수 촉매제 탱크, 사사커램프, 후방 차폭등, 셉 쿨러 등이 추가되었다. 2016년부터 출입구 글라스 도트 컬러 변경과 두께가 두꺼워졌으며, 연료 주입구와 요소수 주입구에 연료명과 요소수를 각각 표기하였으며, 머플러가 돌출형에서 히든 타입으로 바뀌었다. 2017년부터 전문과 중문에 초음파 센서가 적용되었으며, 운전석에도 콜부저등이 추가되었으며, 오디오에 USB 포트가 추가되었다. 여기에 1열부터 4열까지 노란색은 노약자석과 분홍색은 임신부 석으로 시트에 표시하였으며 뉴슈퍼에어로시티와 달리 기본 의자가 로우백 플라스틱 시트로 변경되지는 않았다. 동년 10월부터 선보인 2018년식부터 연두색 계열의 계기판 조명은 백색으로 변경되었다. 현대 블루시티는 이 차량의 G240 CNG 엔진을 공용한다.

### 그린시티 1차 페이스리프트 (2018년6월~2024년1월)
현대 뉴 슈퍼 에어로시티 페이스리프트 단축형으로 생산중인 모델이다.

#### 그린시티 페이스리프트
2018년 7월에 일명 개선형이라 불리는 페이스리프트를 거친 버전이 출시되었다. 전면부에 검은색 가니시가 추가되었으며, 계기판 조명이 연두색에서 흰색으로 변경되었으며, 내부 창틀 부분이 검은색에서 베이지색으로 변경되었다. 전면부 로고가 ㅡㅇㅡ모양에서 검은색으로 디자인이 한층 더 생겼으며, 후면부 HYUNDAI 마크 바탕에 검은 줄이 하나 더 생겼다. 스포일러를 옵션으로 추가할 수 있다. 하차벨 모양이 현대 일렉시티에 들어간 것과 같은 원형으로 변경되며, 외부 승/하차 감지센서 밑에는 노란색 비상밸브가 추가되었다. 2018년 12월 출시된 2019년식부터는 주황봉 옵션이 단종되고 화색봉으로만 설치된다.
2020년은 기존의 데크+앰프 형식의 1-Din 오디오에서 블루투스가 지원되는 신형 2-Din 오디오로 변경되었다. 또한 2020년 2월 제작분부터 기존 중문에 붙여있는 "손대지 마시오" 회색 명판에서 "손 대면 위험합니다" 흰색 종이로 디자인이 변경되었다. 그해 2월 제작분부터 패찰에 제작년도 측에 제작월도 추가로 기재된다. 그와 동시에 하차벨 소리가 변경되었으며, 동년 5월부터 파워쉬프트가 기본이 되고 숏 기어 레버가 옵션에서 기본으로 바뀌었으며, 그 대신 롱 기어 레버는 마이너스 옵션으로 바뀌었다. 그리고 법의 개정에 따라 자가용과 시외 직행형은 측면에 비상문이 추가되었다. 동년 말부터는 하차벨의 전구 수가 7개에서 6개로 감소하였다.
2021년 1월부터 운전석 대쉬보드의 앞문 출입문 스위치와 중문 출입문 스위치 사이에 있는 OPEN, CLOSE 글씨와 화살표가 무색에서 흰색으로 변경되었다. 이어서 동년 12월 넷째주에 선보인 2022년식은 기본 단색손잡이가 연두색에서 연회색으로 변경되었다. 에어로시티와 마찬가지로 차량이 완전히 정차 시 2초 후에 중문이 열리도록 변경되었다.
2023년 6월 이후 제작분부터 비상등, 방향 지시등을 켤 때 사이드 마커 램프가 점멸되는 기능이 추가됐다.
2023년 1월 19일부터 저상버스 출고 의무화 시행으로 2024년 1월부터 현대자동차 도시형 고상버스의 전원 단종이 확정되어 고상은 당해 1월 3일 홈페이지에서 상품 정보가 완전히 삭제되었다. (즉 2024년식은 2023년 이전 계약한 건에 대한 생산만 이루어진다.)

## 라인업
- 시내버스(LM-C)
  - LM-EC : 도시형버스
  - LM-FC : 시내좌석형버스

- 시외직행/자가용(LM-A)
  - LM-GA : 시외직행
  - LM-AA : 자가용

## 갤러리

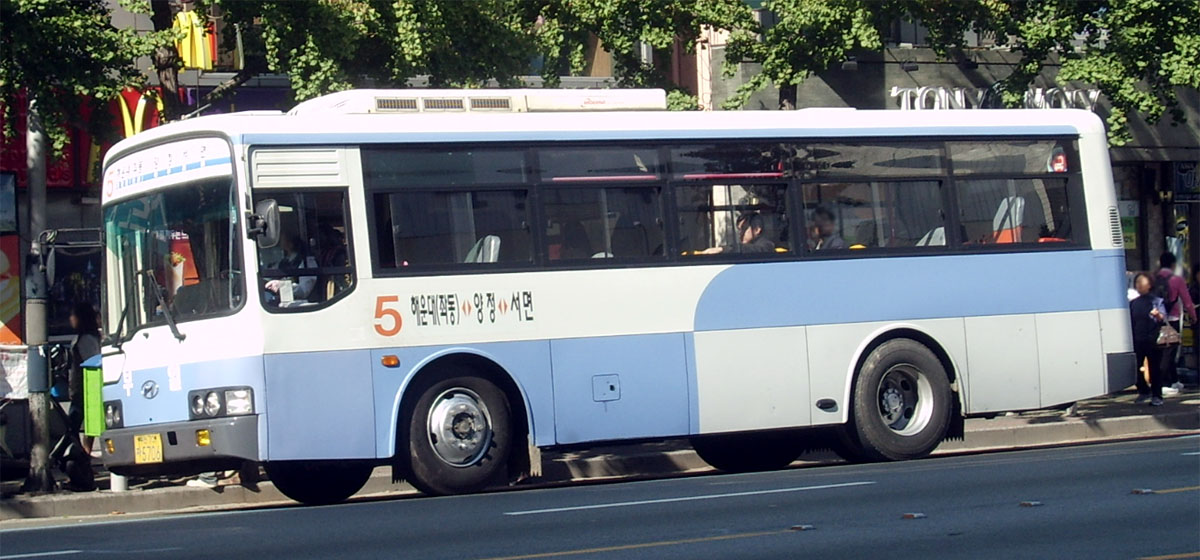
부산시내버스 2005년 ~ 2006년산 현대 글로벌 900 디젤
현대 글로벌 900 내부
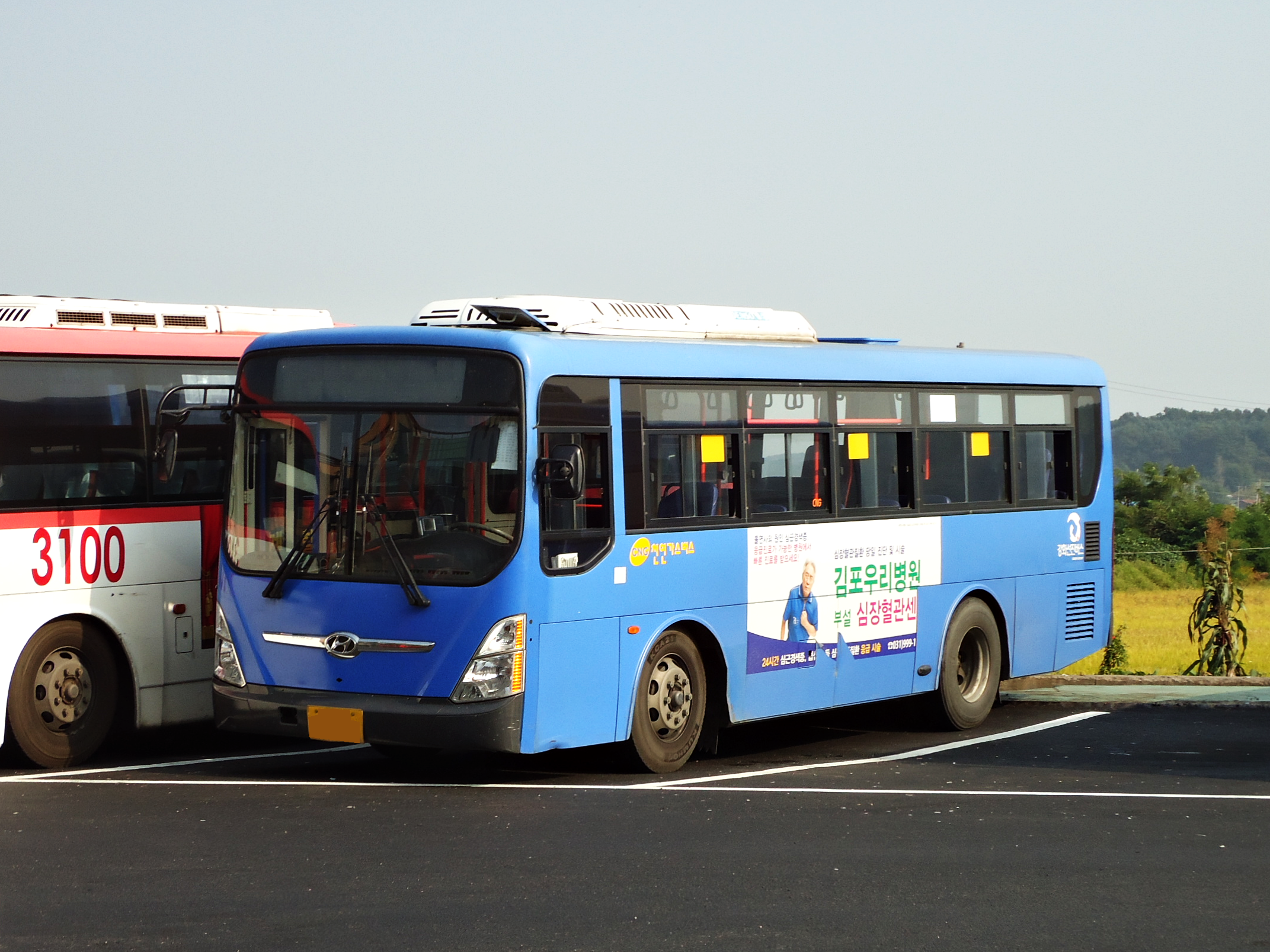
강화교통 글로벌 900 F/L
대전시내버스 618번 2003년산 현대 글로벌 900 디젤 뒷모습 (현재는 2012년산 CNG버스로 교체)
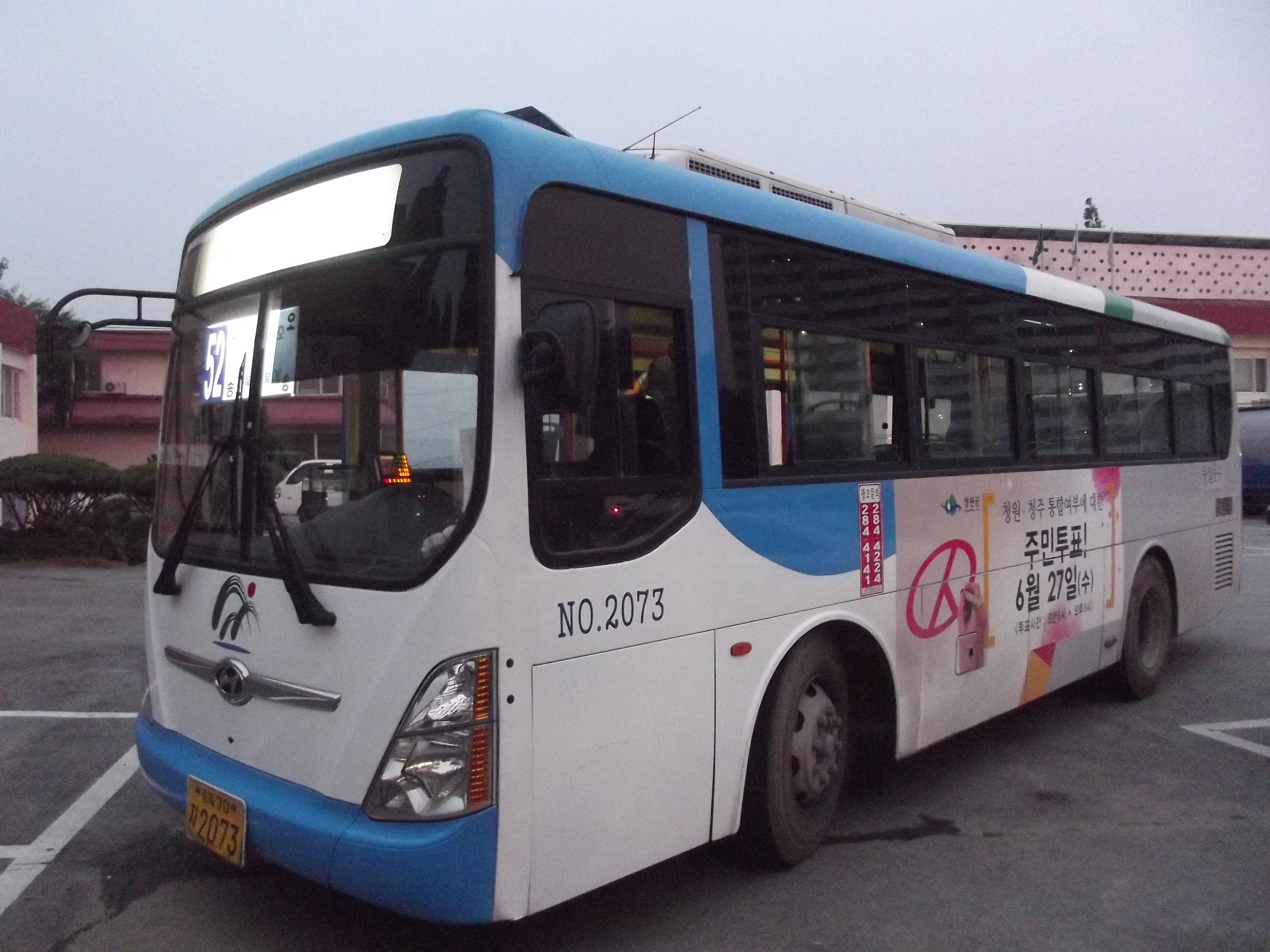
청주시내버스 52번 2009년산 현대 글로벌 900 F/L 디젤
성남시내버스 90번 2010년산 현대 그린시티 천연가스버스 앞모습
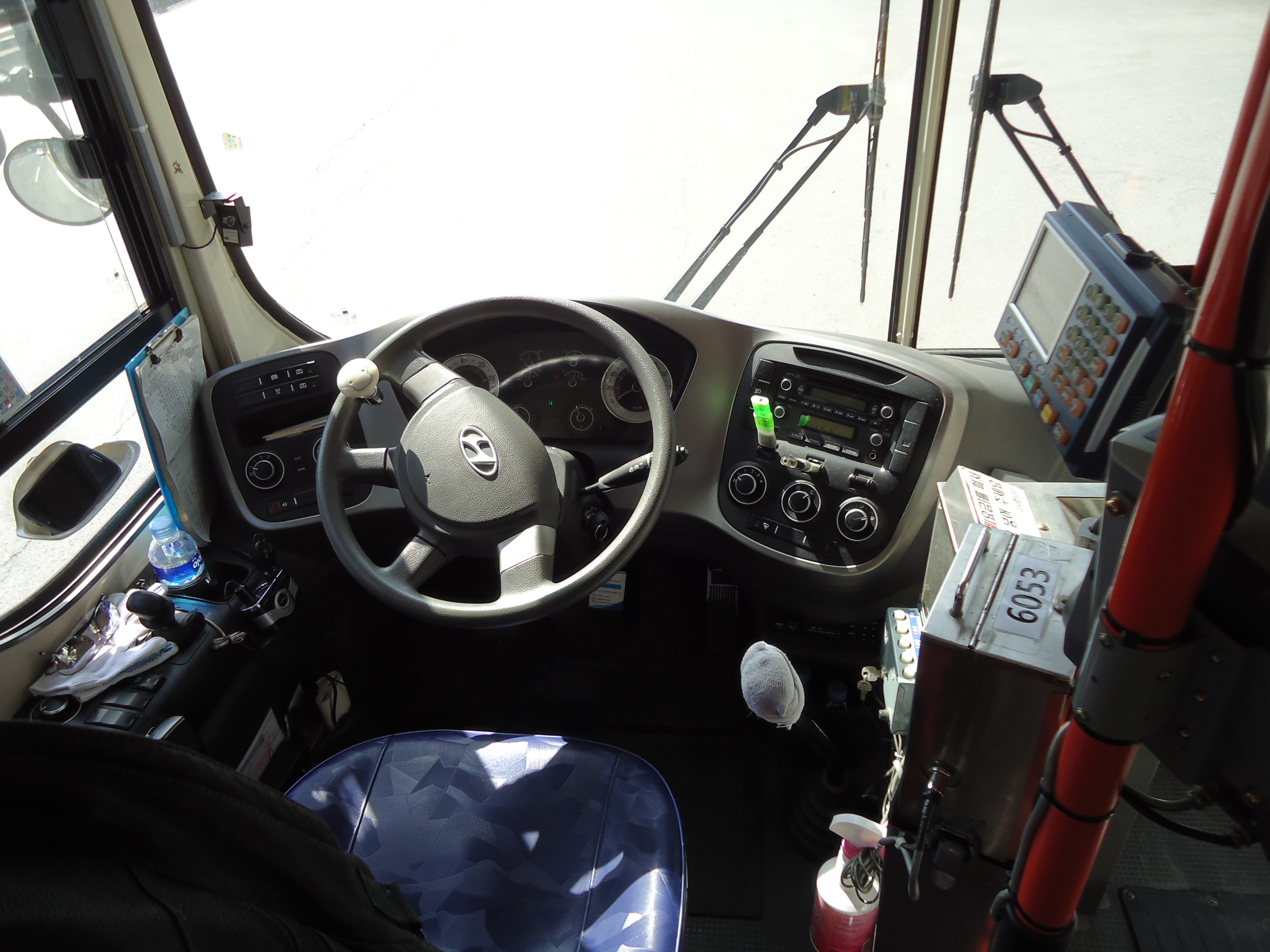
운전석 모습
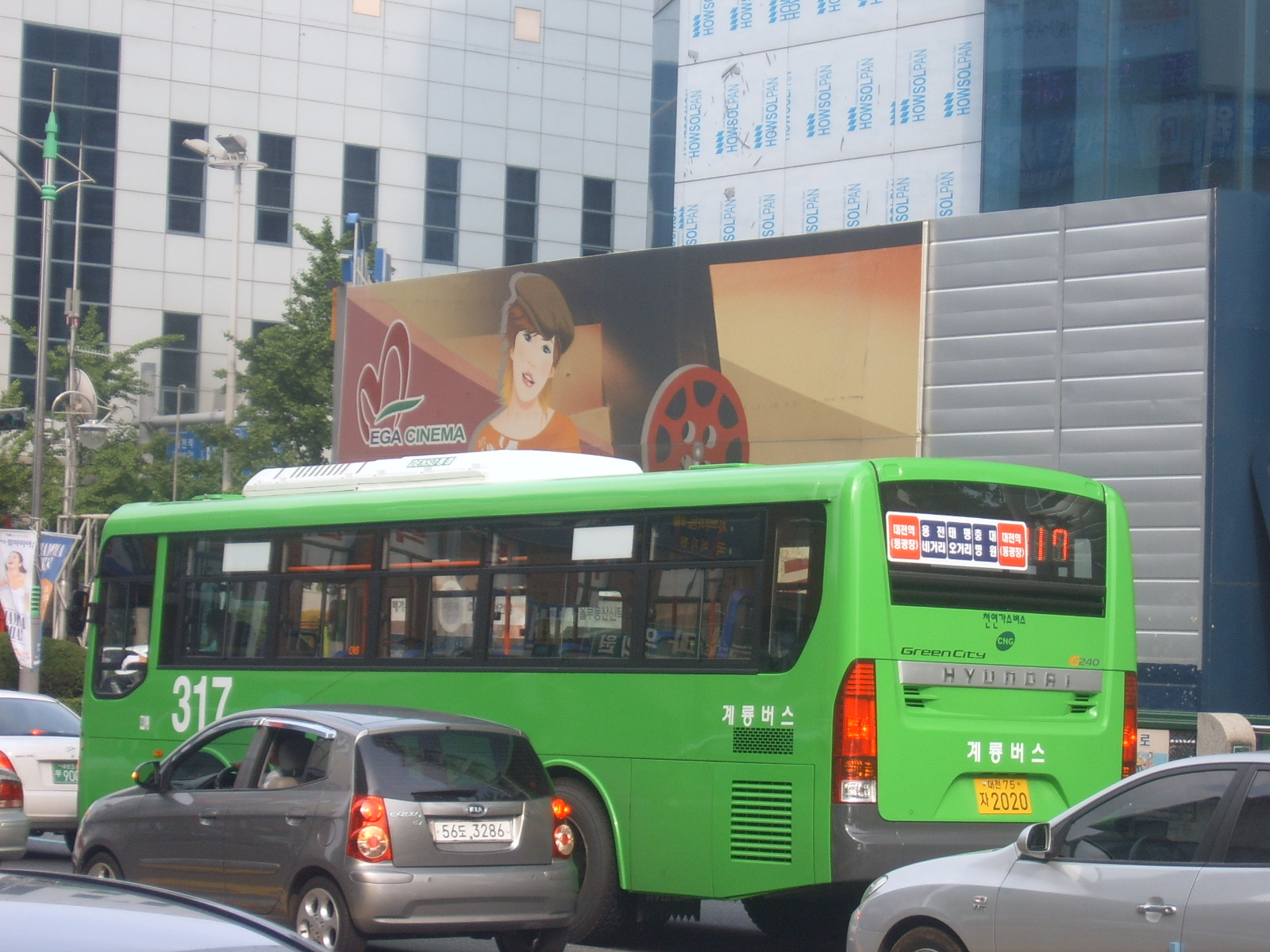
대전시내버스 317번 2010년산 현대 그린시티 천연가스버스 뒷모습
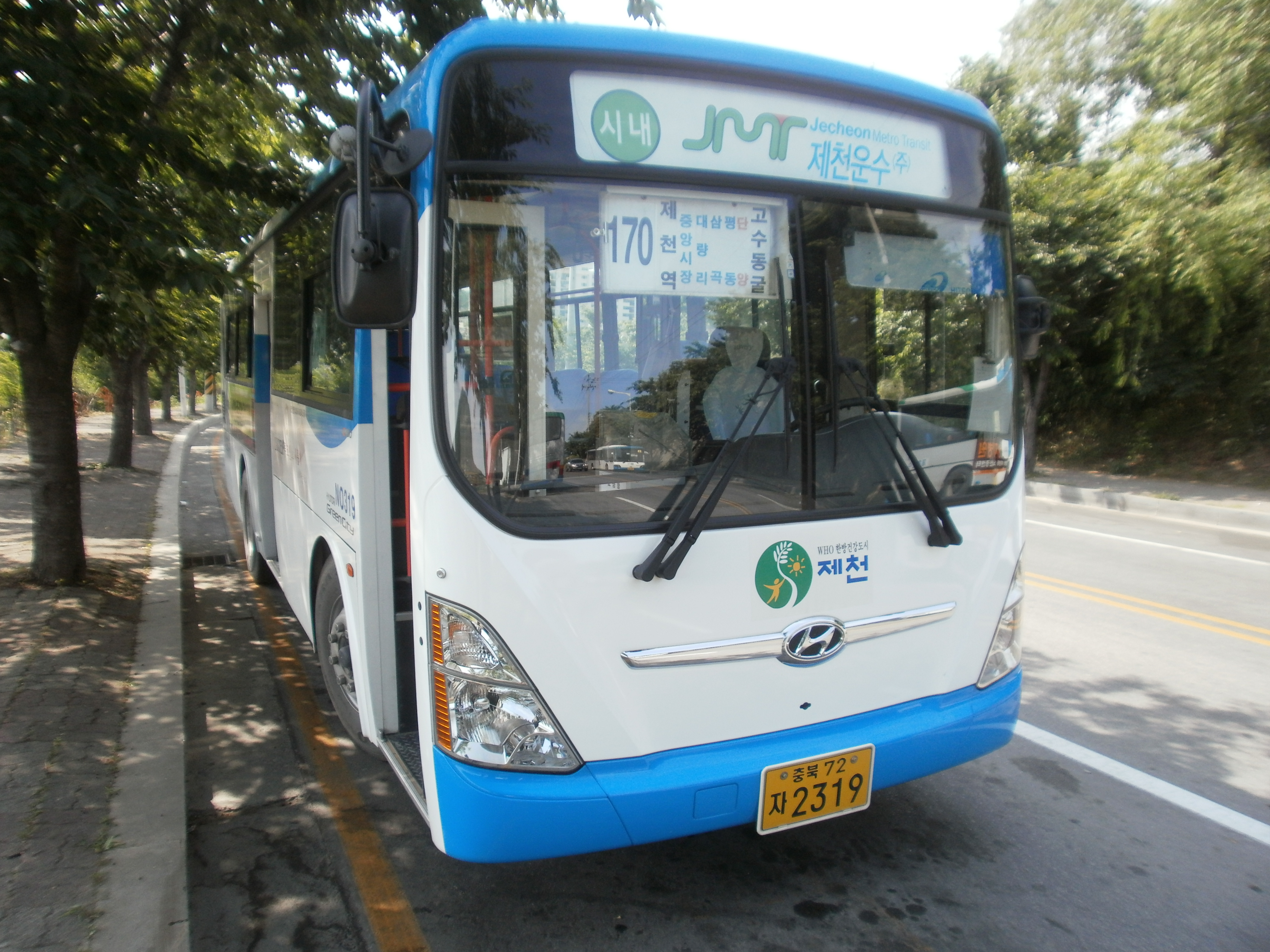
제천시내버스 170번 2010년산 현대 그린시티 디젤
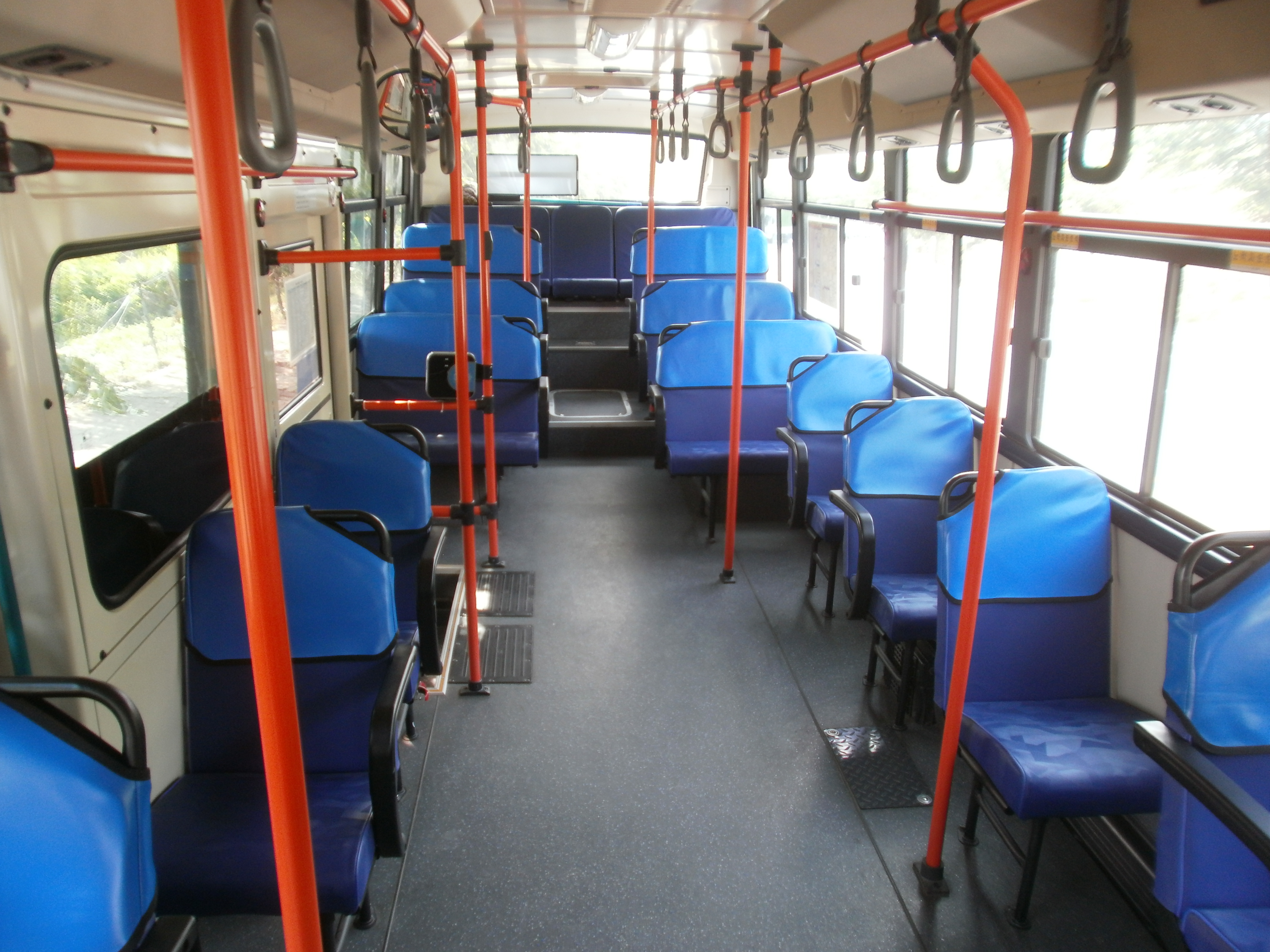
2010년산 현대 그린시티 디젤 내부
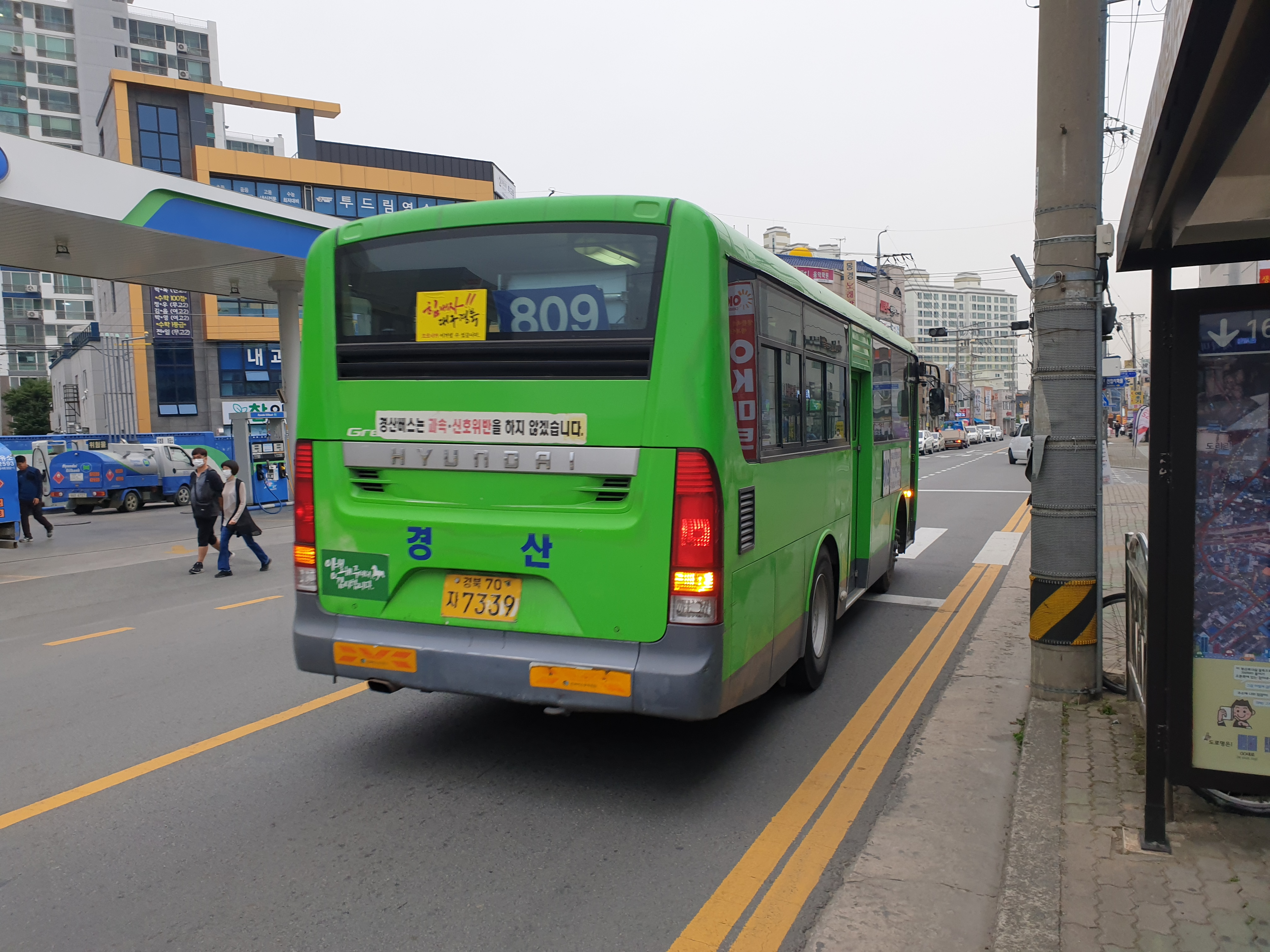
경산버스 소속 그린시티 2013년식
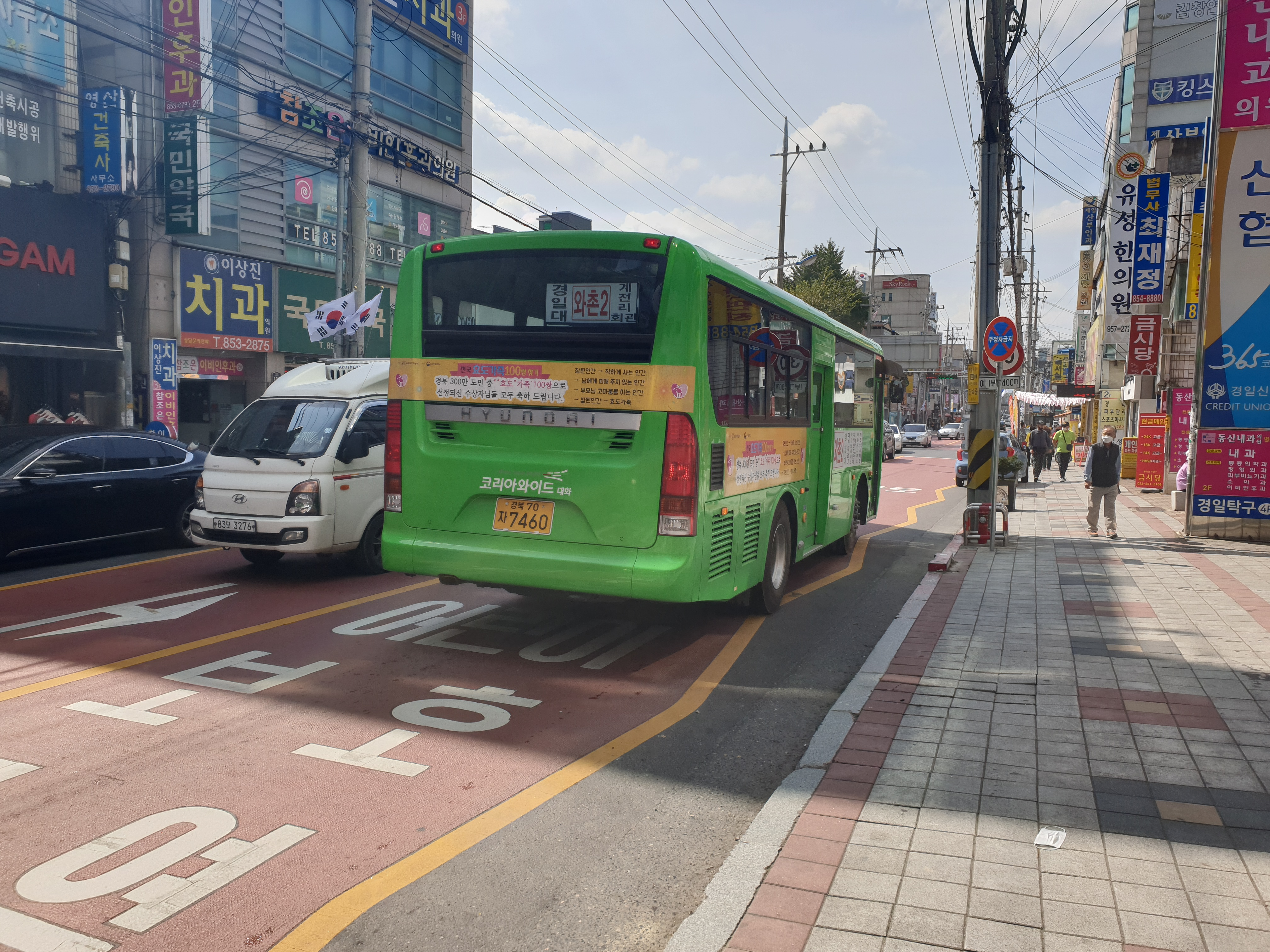
대화교통에서 운행 중인 2020년산 그린시티 개선형 CNG
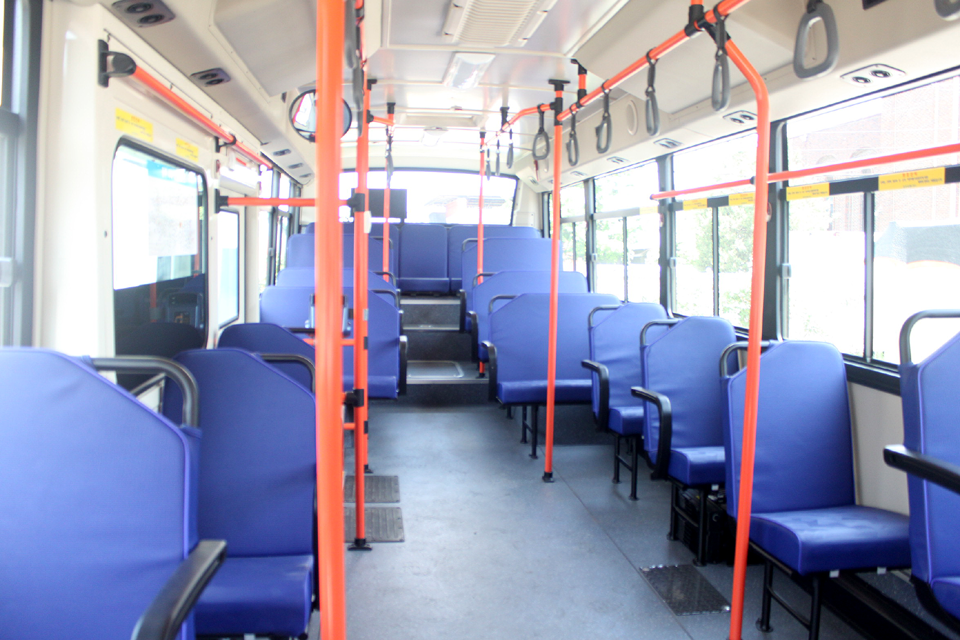
2015년산 현대 그린시티 디젤 내부
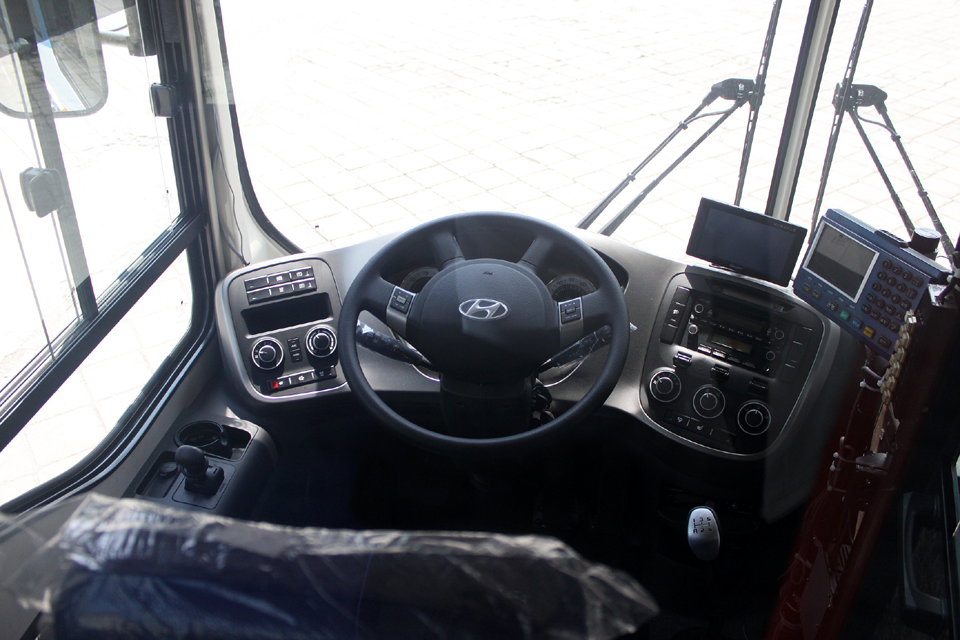
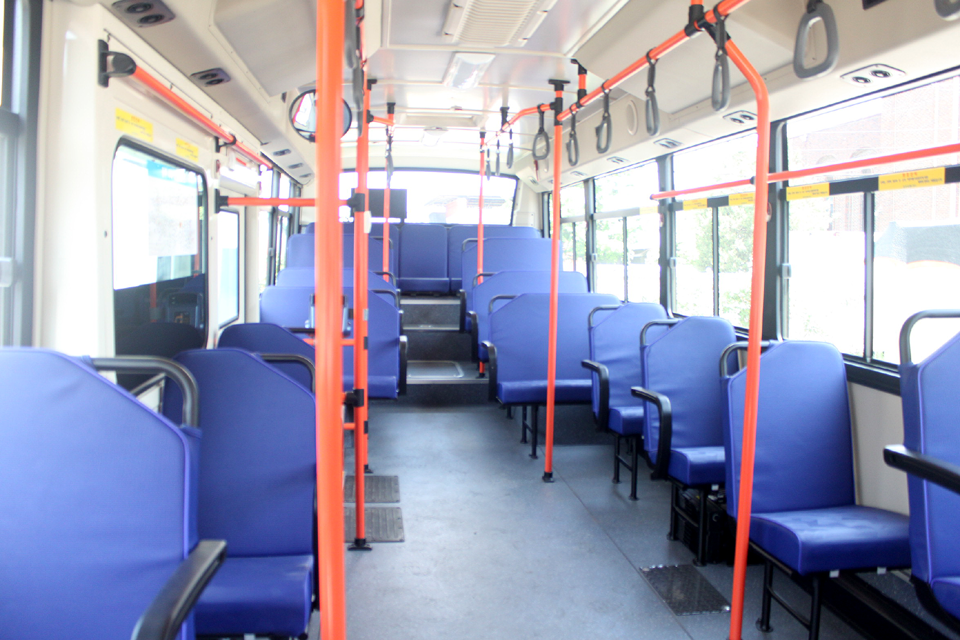
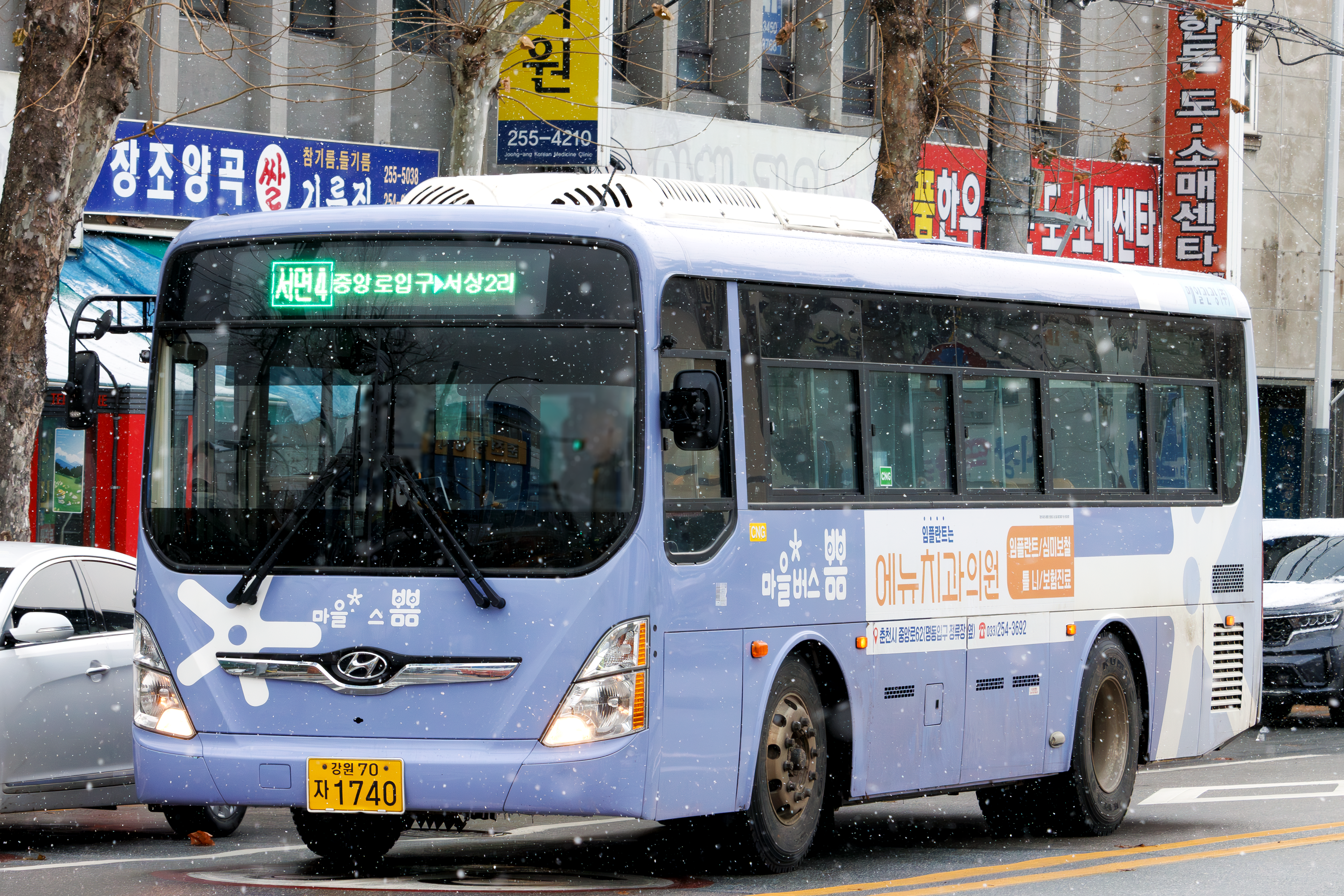
매일관광 소속 그린시티 개선형
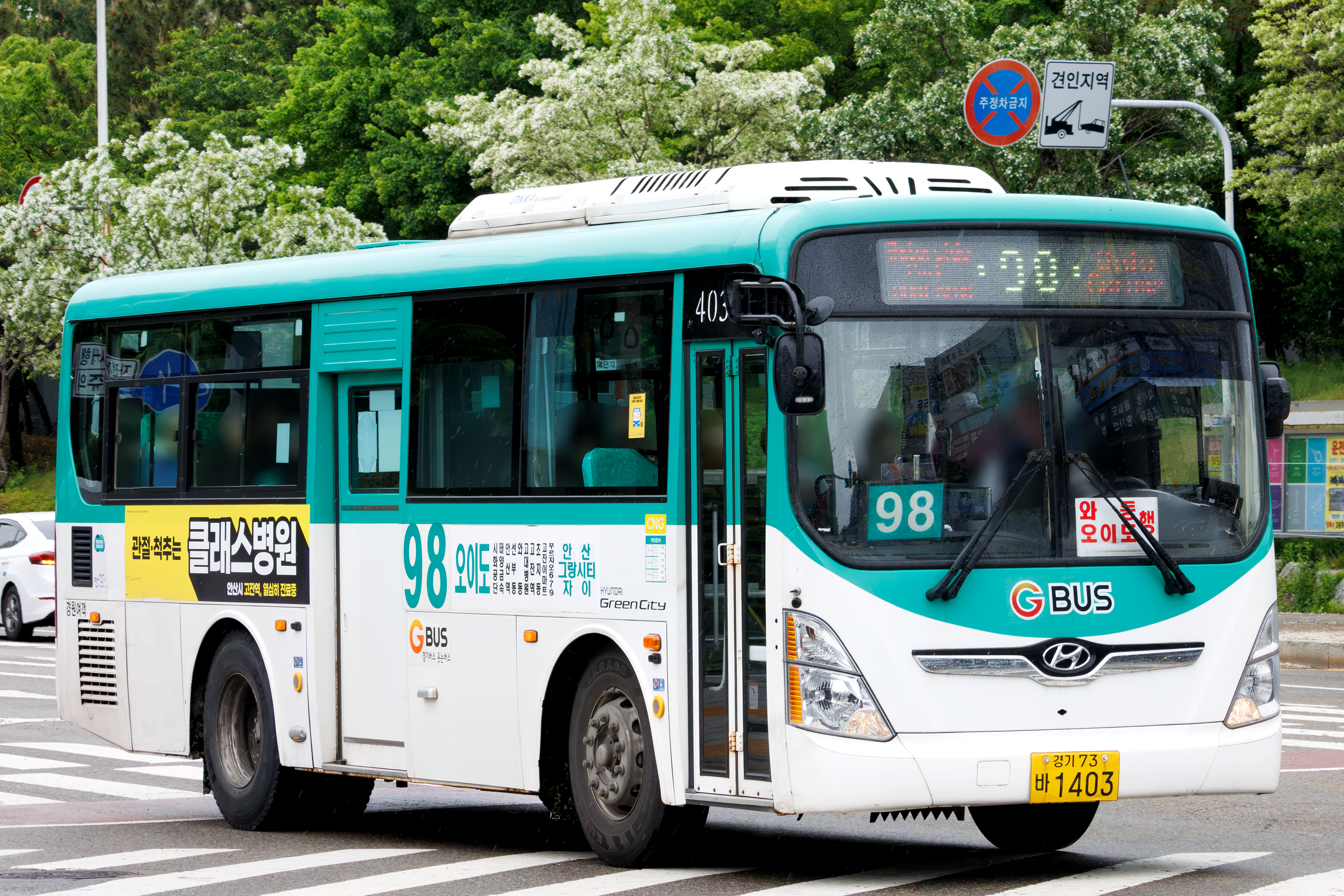
경원여객 소속 2019년식 그린시티 개선형
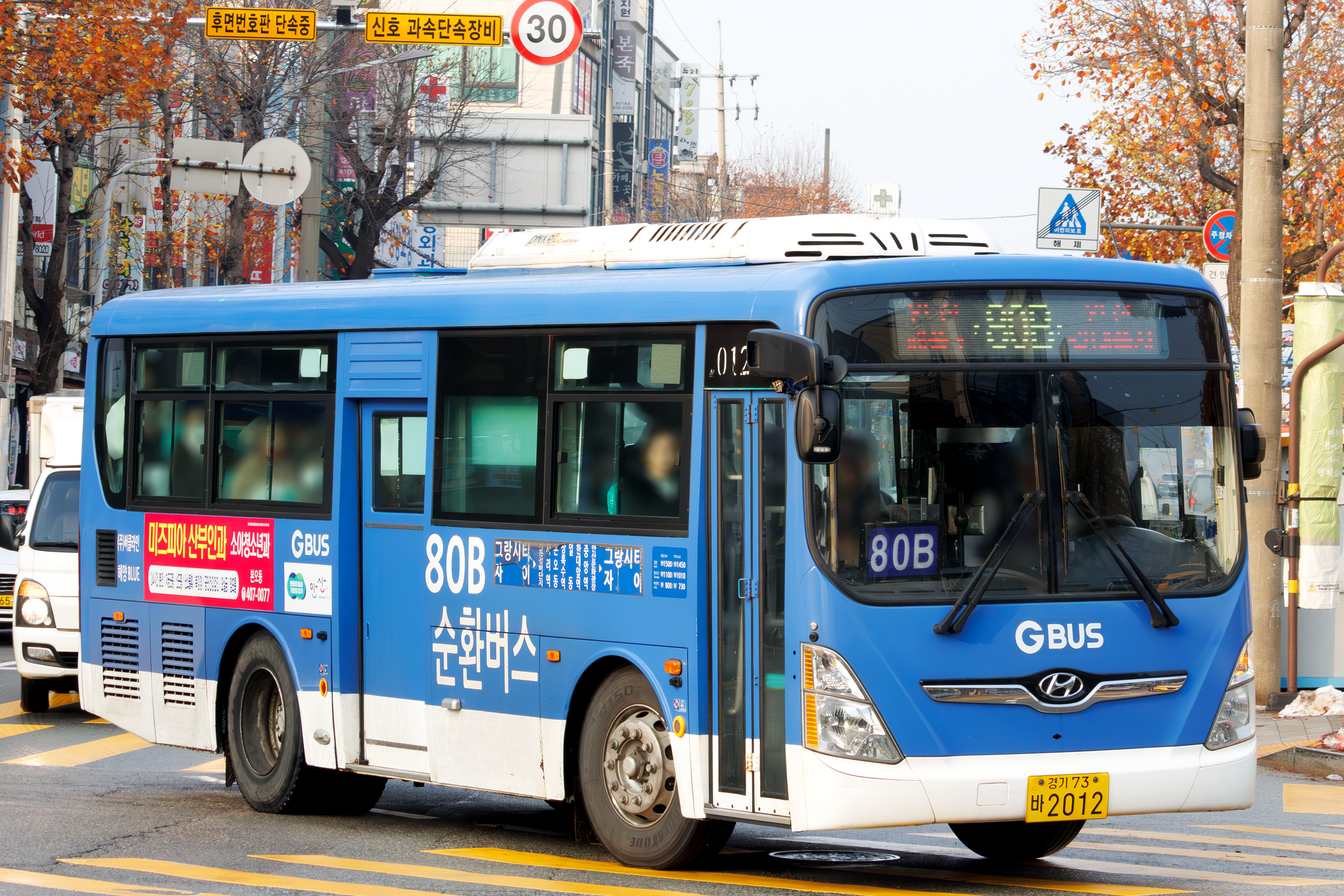
써클라인 소속 2021년식 그린시티 개선형

## 경쟁 차종
- 자일대우버스 - 자일대우 NEW BS090

## 같이 보기
- 현대 에어로타운
- 현대 에어로시티
- 자일대우 BS
- 미쓰비시후소 에어로 미디

## 미디어에서 등장
- 3D운전게임

## 기타
- EBS에서 나오는 꼬마버스 타요의 가니는 실제 이 차종을 기반으로 제작되었다.